# Assumar

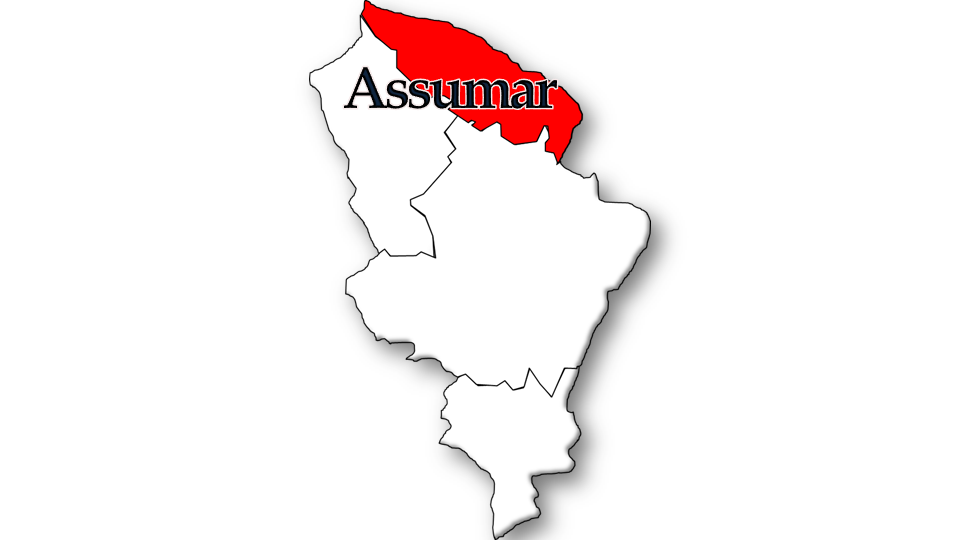
Localização da Freguesia de Assumar no Município de Monforte

Assumar é uma povoação portuguesa sede da Freguesia de Assumar do Município de Monforte, freguesia com 63,68 km² de área e 614 habitantes (censo de 2021), tendo, por isso, uma densidade populacional de 9,6 hab./km².

## Demografia
A população registada nos censos foi:
| Distribuição da População por Grupos Etários | Distribuição da População por Grupos Etários | Distribuição da População por Grupos Etários | Distribuição da População por Grupos Etários | Distribuição da População por Grupos Etários |
| -------------------------------------------- | -------------------------------------------- | -------------------------------------------- | -------------------------------------------- | -------------------------------------------- |
| Ano                                          | 0-14 Anos                                    | 15-24 Anos                                   | 25-64 Anos                                   | > 65 Anos                                    |
| 2001                                         | 84                                           | 76                                           | 344                                          | 183                                          |
| 2011                                         | 91                                           | 71                                           | 311                                          | 178                                          |
| 2021                                         | 79                                           | 76                                           | 281                                          | 178                                          |

## História
Era vila e freguesia de Nossa Senhora da Graça da província do Alentejo, concelho de Monforte, hoje comarca e distrito de Portalegre, na província da Beira, dentro do arcebispado de Évora. Vila que ganhou aos mouros Paio Guterres, o «Almeidão» - sob D. Sancho I de Portugal. Fica num platô entre Alegrete e Monforte, à margem direita do rio Caia. Povoação muito antiga, cercada por muralhas desde 1332: teve castelo, quando era senhorio do rei D. Afonso, filho de D. Dinis. Em 1701 os castelhanos estragaram as muralhas, minando-as, mas logo foram reparadas. Tem Misericórdia, hospital e escolas. Foi primeiro conde de Assumar D. Pedro de Almeida, que casou com a filha do primeiro conde da Torre.
Foi vila e sede de concelho entre 1288 e 1836. Este era composto apenas pela freguesia da vila.

## Património
- Castelo de Assumar
- Igreja Matriz de Assumar ou Igreja Paroquial de Assumar

## Personalidades ilustres
- Conde de Assumar